# Бенинкаса, Мигель
Миге́ль Бенинка́са (исп. Miguel Benincasa; 30 ноября 1888 — неизвестно, Уругвай) — уругвайский футболист, действовавший на позиции защитника. Двукратный чемпион Южной Америки (1916 и 1917 годов).

## Карьера
Вместе с футбольным клубом «Ривер Плейт» Мигель выиграл чемпионат Уругвая в 1910 году. Этот успех он повторил в 1913 и 1914 годах. Также Мигель выступал за «Пеньяроль» в 1921 году.
Мигель Бенинкаса принял участие в первом в истории чемпионате Южной Америки в 1916 году. Уругвай выиграл турнир, а Бенинкаса играл только в последнем матче против Аргентины.
В следующем году, по-прежнему в качестве игрока ФК «Ривер Плейт», был участником ЧЮА-1917, где Уругвай во второй раз подряд стал чемпионом континента. Однако на этот раз Мигель не сыграл ни в одном из матчей.
Младший брат Мигеля, Хосе Бенинкаса, также был футболистом и выступал за сборную Уругвая с 1910 по 1928 год. В четырёх встречах в 1914—1915 годах Хосе выводил национальную команду с капитанской повязкой, то есть фактически в то время считался играющим тренером.

## Титулы
- Чемпион Уругвая (2): 1908, 1910
- Чемпион Южной Америки (2): 1916, 1917